# Cronius tumidulus
Cronius tumidulus är en kräftdjursart som först beskrevs av William Stimpson 1871.  Cronius tumidulus ingår i släktet Cronius och familjen simkrabbor. Inga underarter finns listade i Catalogue of Life.